# Mutsu Tonohohon
Mutsu Tonohohon é um Jogo de videogame do gênero de ação que foi desenvolvido e publicado pela Takara Tomy, sendo lançado exclusivamente no Japão em 19 de julho de 2002 para o Nintendo GameCube, console da empresa japonesa Nintendo. O jogo apenas pode ser jogado em single player.